# Sukobubuk
Sukobubuk is een bestuurslaag in het regentschap Pati van de provincie Midden-Java, Indonesië. Sukobubuk telt 2721 inwoners (volkstelling 2010).